# 天主教奧爾良教區
天主教奧爾良教區（拉丁語：Dioecesis Aurelianensis）是法國一個羅馬天主教教區，屬圖爾總教區。
傳統上認為教區於3世紀成立，位於盧瓦雷省，2004年有教友448,200人（佔轄區總人口70.9%）、294個堂區、176名司鐸。現任教區主教為雅克·安德烈·布蘭奇特。